# Vinchiaturo
Vinchiaturo ist eine italienische Gemeinde (comune) mit 3371 Einwohnern (Stand 31. Dezember 2023) in der Provinz Campobasso in der Region Molise. Die Gemeinde liegt etwa 10 Kilometer südwestlich von Campobasso.

## Geschichte
Nach dem Kriegseintritt Italiens im Juni 1940 errichtete das faschistische Regime in Vinchiaturo ein Internierungslager (campo di concentramento) für Frauen. Es befand sich in einem privaten Wohnhaus im Ortskern, an der via Libertà. Ausländische Frauen stellten die größte Gruppe, zudem ausländische Jüdinnen und Jugoslawinnen aus den von Italien besetzten oder annektierten Gebieten.
Das Haus verfügte über kein Bad, die Räume waren nicht beheizbar und entsprechend kalt. Die erzwungene Kohabitation sehr unterschiedlicher Frauen, die Isolation und die Langeweile hatten Niedergeschlagenheit und Depression zur Folge; es sind zwei Suizidversuche nachgewiesen.

## Verkehr
Durch die Gemeinde führen die Strada Statale 17 dell'Appennino Abruzzese e Appulo Sannitica von Antrodoco nach Foggia und die Strada Statale 87 Sannitica von Benevento nach Termoli. Der Bahnhof von Vinchiaturo liegt an der Bahnstrecke Benevento–Campobasso bzw. an der Bahnstrecke von Isernia nach Campobasso.